# Santos Escobar
Jorge Luis Alcántar Boli (Acapulco, Guerrero, 30 de abril de 1984) es un luchador profesional mexicano. Actualmente trabaja para la empresa estadounidense WWE, donde se presenta en la marca Smackdown bajo el nombre de Santos Escobar, además de ser el líder del stable Legado Del Fantasma. También es conocido por haber trabajado para empresas como Consejo Mundial de Lucha Libre (CMLL), Lucha Libre AAA Worldwide (AAA), Impact Wrestling (IW), The Crash, Nación Lucha Libre (NLL) donde se presentó como El Hijo del Fantasma, y Lucha Underground donde se le conoció como King Cuerno. 
Entre sus logros destaca haber sido una vez Campeón Latinoamericano de AAA, una vez Campeón Mundial de Peso Crucero de AAA con el reinado más largo del título, y una vez Campeón de Fusión de AAA. 

## Carrera

### Consejo Mundial de Lucha Libre (2008-2013)
El Hijo del Fantasma debutó en el CMLL en 2008, cuatro años después de abandonar el International Wrestling Revolution Group. En su tiempo en la compañía ganó en dos ocasiones el Campeonato Mundial de Tríos del CMLL junto a La Máscara y Héctor Garza. En la primera ocasión ganaron un torneo por el título entonces vacante. Pese a que nunca habían formado equipo, Garza lideró el trío hacia una inusual final de técnicos contra técnicos en la que derrotaron a Blue Panther, Dos Caras, Jr. y Místico. Este último era entonces el compañero de equipo de Garza, con lo que la final puso de relieve aparentes disensiones entre ambos y el nuevo papel de Garza como líder de un grupo de voladores. El 5 de agosto de 2008 perdieron el título ante Último Guerrero, Negro Casas y Atlantis, pero lo recuperaron en una revancha el 18 de enero de 2009. El 21 de julio, El Hijo del Fantasma se impuso a Averno ganando el Campeonato Mundial de Peso Medio del CMLL, siendo después felicitado por el anterior campeón en una muestra de respeto. El 14 de febrero de 2010 perdió el campeonato ante Negro Casas tras una sola defensa exitosa.
También en 2010, empezaron a surgir conflictos entre los campeones por tríos cuando Héctor Garza se marchó del ring durante un combate creyendo equivocadamente que uno de sus compañeros le había atacado. Tras el incidente Garza insistió en que aún era técnico y el equipo marchaba muy bien, pero esto fue puesto en duda cuando Garza ganó el torneo Gran Alternativa 2010 junto al rudo Pólvora. Después se quejó de que se hubiera organizado una defensa por el título de tríos sin que sus compañeros le preguntasen, pero juró actuar con profesionalidad. Pero en el combate, celebrado el 7 de mayo en el evento Super Viernes, La Ola Amarilla (Hiroshi Tanahashi, Okumura y Taichi) ganaron el campeonato cuando Garza traicionó y atacó a sus dos compañeros, volviéndose definitivamente rudo.
El 28 de octubre de 2012 disputó su combate más importante de ese año retando sin éxito a Dragón Rojo, Jr. por el Campeonato Mundial Histórico de Peso Medio de la NWA. Fue emparejado con El Felino para la edición de 2013 del Torneo Nacional de Parejas Increíbles, una competición de parejas compuestas por un técnico y un rudo que se disputó en marzo. Cayeron en la primera ronda frente a Averno y La Máscara a pesar de que éstos habían sido rivales mucho tiempo.

### Asistencia Asesoría y Administración/Lucha Libre AAA Worldwide (2013-2019)
El 18 de octubre de 2013, en Héroes Inmortales VII, El Hijo del Fantasma debutó por sorpresa en AAA como nuevo miembro de El Consejo, una facción ruda formada por exluchadores del CMLL. Además, esa noche tomó parte en la Copa Antonio Peña, perdiendo contra La Parka en la final. El 8 de diciembre en Guerra de Titanes formó equipo con sus compañeros de El Consejo Silver King y El Texano, Jr. para desafiar por el Campeonato Mundial de Tríos de AAA a Los Psycho Circus (Monster Clown, Murder Clown y Psycho Clown), cayendo ante los campeones. El 17 de agosto de 2014, en Triplemanía XXII, ganó un combate eliminatorio de diez participantes para unificar el Campeonato AAA Fusión y el Campeonato de Peso Crucero de AAA, convirtiéndose así en el primer Campeón Mundial de Peso Crucero de AAA, en 2017 inició una fuerte rivalidad contra Texano Jr. En Triplemanía XXV en un Triangular por el tricampeonato se enfrentaba al Texano Jr y a Johnny Mundo donde este último resultó ganador en Héroes Inmortales en una lucha de 15 luchadores por la copa Antonio Peña y el campeonato latinoamericano, al final enfrentando al Hijo del Fantasma donde este último resultó ganador ganando la Copa Antonio Peña y el Campeonato Latinoamericano al final siendo atacado por Texano Jr., el 19 de noviembre del 2017 El Hijo del Fantasma tuvo en una función televisada en Ciudad Juárez una defensa más del Campeonato Latinoamericano contra el Rey Escorpión donde resultó ganador El Hijo del Fantasma. en Triplemanía XXVI perdió su máscara en póker de ases en una lucha en jaula contra Psycho Clown Pentagón Jr. L. A. Park y él, revelándose ante el público como Jorge Luis Alcántara Boli.
El 20 de marzo de 2019, Fantasma anunció su salida de AAA desde sus redes sociales. Finalmente el 22 de marzo, AAA hizo oficial su salida de la empresa.

### Lucha Underground (2014-2019)
En octubre de 2014, El Hijo del Fantasma empezó a competir en la recién creada Lucha Underground bajo el nombre de King Cuerno ganando el Campeonato del Gif of the Golds en última lucha y teniendo varias rivalidades.
El 26 de marzo de 2019, Cuerno fue liberado de su contrato en Lucha Underground.

### Impact Wrestling (2017-2018)
El Hijo del Fantasma junto a Drago Hicieron su debut en Impact Wrestling en una lucha por el Campeonato de Parejas de Impact. Aunque no ganaron, el público los recibió muy bien teniendo hasta una oportunidad por el Impact Grand Championship contra EC3 resultando este último vencedor y reteniendo su campeonato.

### WWE

#### NXT (2019-2022)
El 5 de septiembre de 2019, se reveló que Alcántara había firmado con la WWE y comenzaría a entrenar en el WWE Performance Center. Alcántara sufrió una lesión en la rodilla que le impidió luchar por varios meses. 
Hizo su debut en el ring bajo su verdadero nombre para NXT el 15 de febrero de 2020, haciendo equipo con Raúl Mendoza para derrotar a Lewis Howley y Sam Stoker en un show en Fort Pierce, Florida. El 12 de abril de 2020, Alcántara fue anunciado como participante en el torneo interino de título de peso crucero bajo su nombre de El Hijo del Fantasma, compitiendo en el Grupo B en el torneo. Hizo su debut en el NXT del 22 de abril, derrotando a Jack Gallagher en la primera ronda del torneo por el Campeonato Crucero Interino de NXT, en la segunda ronda fue derrotado por Isaiah "Swerve" Scott siendo esta su primera derrota en la WWE y en el torneo. Ya en la tercera, derrotó al líder de su grupo Akira Tozawa, quedando ambos con récord de 2-1. En el combate de desempate, Fantasma avanzó a la final tras vencer nuevamente a Tozawa. El 3 de junio derrotó en la final a Drake Maverick y se convirtió en el campeón Crucero Interino de NXT. A la semana siguiente se destapó que él era el líder del grupo de enmascarados que atacaron previamente a luchadores como Raúl Mendoza y Joaquin Wilde, quienes a la postre terminarían por ser sus aliados, atacando entre los 3 a Drake Maverick cambiando a heel. Luego de esto, se quitó la máscara y se presentó como Santos Escobar. Debutó en el 205 Live del 10 de julio, derrotando a Oney Lorcan en un combate no titular. En NXT del 26 de agosto, derrotó a Isaiah "Swerve" Scott y retuvo el Campeonato Peso Crucero de NXT. En NXT TakeOver 31, derrotó a Isaiah "Swerve" Scott y retuvo el Campeonato Peso Crucero de NXT. En NXT del 11 de noviembre, derrotó a Jake Atlas y retuvo el Campeonato Peso Crucero de NXT. En NXT: New Year's Evil, derrotó a Gran Metalik y retuvo el Campeonato Peso Crucero de NXT. En 205 Live emitido el 11 de diciembre, Escobar junto a Joaquin Wilde & Raúl Mendoza fueron derrotados por Curt Stallion, August Grey & Ashante Adonis.
En NXT del 3 de febrero, derrotó a Curt Stallion y retuvo el Campeonato Peso Crucero de NXT. En el NXT del 17 de marzo, encaró al Campeón Peso Crucero de NXT Jordan Devlin pactando un Unification Match del Campeonato Peso Crucero de NXT en NXT TakeOver: Stand & Deliver, acto seguido Devlin le dio un cabezazo. En la Noche 2 de NXT TakeOver: Stand & Deliver, derrotó a Jordan Devlin en un Ladder Match unificando el Campeonato Peso Crucero de NXT. En el episodio del 13 de abril, Escobar lanzó un desafío abierto, donde perdió su título ante Kushida, poniendo fin a su reinado en 321 días. Después de que Escobar no pudo recuperar su título de Kushida en un 2-out-of-3-Falls match en el episodio del 11 de mayo, él y los otros miembros de Legado del Fantasma comenzarían una rivalidad con el campeón norteamericano de NXT, Bronson Reed y los campeones en parejas de NXT, MSK, lo que conduciría a un combate por equipos en NXT Takeover: In Your House donde todos los campeonatos estaban juego; sin embargo el Legado del Fantasma perdió. Poco después, Escobar comenzaría un feudo con Hit Row y en el episodio del 24 de agosto de NXT, Legado Del Fantasma derrotaría a Hit Row en un combate por equipos con la ayuda de una debutante Elektra López. En el episodio del 12 de octubre de NXT 2.0, Escobar se enfrentaría a Isaiah "Swerve" Scott por el título norteamericano de NXT, pero no tendría éxito.
En Vengeance Day, Escobar se enfrentó a Bron Breakker por el Campeonato de NXT, sin embargo perdió y durante el combate Dolph Ziggler & Legado Del Fantasma (Elektra Lopéz, Joaquin Wilde & Raúl Mendoza) interfirieron a su favor, mientras Tommaso Ciampa a favor de Breakker. En NXT Stand & Deliver, Escobar fracasaría en su intento de capturar el campeón norteamericano de NXT en un Ladder Match. Más adelante, Legado del Fantasma compensó un feudo con Tony D'Angelo, quien se autoproclamaba "Don de NXT" y su "familia". En este punto, Escobar y el Legado del Fantasma lentamente se convertirían en tweeners. Después de múltiples encuentros y secuestros, derrotó a D'Angelo en el episodio del 17 de mayo de NXT. Sin embargo, en NXT In Your House, Legado del Fantasma perdió ante la Familia D'Angelo (Tony D'Angelo, Stacks y Two Dimes) con los perdedores uniéndose a la familia ganadora. Con Legadod el Fantasma uniéndose a la Familia D'Angelo, se acompañaban durante los combates en los que generalmente perdían. En el episodio del 21 de junio de NXT, Escobar le costaría a D'Angelo su combate por el Campeonato Norteamericano de NXT, Carmelo Hayes. En NXT: The Great American Bash, se reveló que Escobar fue hospitalizado y sus compañeros comenzaron a trabajar con la Familia D'Angelo. En el episodio del 2 de agosto, Escobar regresó para costarle a D'Angelo y Stacks su lucha por el título contra The Creed Brothers, lo que indica que su alianza ha llegado a su fin. Finalmente en la edición del 16 de agosto, Escobar fue derrotado por D'Angelo, siendo esta su última lucha en NXT, ya que se despediría de la marca.

#### SmackDown (2022-presente)
En el episodio del 7 de octubre de 2022 de SmackDown, Escobar y sus compañeros del Legado Del Fantasma hicieron su debut en la marca atacando a Hit Row (Top Dolla, Ashante Adonis y B-Fab), previo a un combate que estaban a punto de disputar. Asimismo, Zelina Vega hizo su regreso y se estableció como mánager del grupo, reemplazando a Elektra López. En el episodio del 11 de noviembre de SmackDown, compitió en la primera ronda de la Copa Mundial de SmackDown representando a México, donde derrotó a Shinsuke Nakamura para pasar a la siguiente etapa del torneo. Dos semanas después el 25 de noviembre, Escobar venció a Butch para avanzar a la gran final. El 1 de diciembre, tras un muy disputado combate, cayó a manos de Ricochet, quien se llevaría el trofeo y por ende desafiará a Gunther por el Campeonato Intercontinental.
El 28 de enero de 2023 en Royal Rumble, Escobar debutó en este tipo de combate ingresando como el #10, pero fue eliminado por Brock Lesnar. En el episodio del 10 de febrero de SmackDown, Escobar compitió en un Fatal 4 Way match ante Rey Mysterio, Madcap Moss y Karrion Kross para determinar el contendiente número uno al Campeonato Intercontinental, pero este fue ganado por Moss. Después del combate, durante un segmento subida al canal de YouTube de WWE, Escobar se acercaría a Mysterio, a quien agradeció por inspirarlo como luchador regalándole una máscara propia, recibiendo también una máscara, dando un cambió a face en el proceso. Después de esto, se vería involucrado en la rivalidad entre Rey y su hijo Dominik Mysterio, incluso teniendo confrontaciones con The Judgment Day. En el episodio del 3 de marzo, Escobar enfrentó a Dominik en un combate, aunque fue derrotado tras la interferencia de Rhea Ripley, luego de lo cual Dominik rompió la máscara que Rey le obsequió. En el SmackDown WrestleMania Edition, participó en el André the Giant Memorial Battle Royal, sin embargo fue eliminado por Braun Strowman.
En el episodio del 9 de junio de SmackDown, Santos derrotó a Mustafa Ali para calificar para el combate de escalera masculino Money in the Bank. Sin embargo, en el evento, ni él ni su compañera Zelina Vega lograron ganar sus respectivos combates.
En el episodio de SmackDown! emitido el 22 de diciembre, derrotó a Bobby Lashley para avanzar a la Final del Torneo por una oportunidad al Campeonato de los Estados Unidos, ya que durante el combate, 2 enmascarados atacaron a The Street Profits (Angelo Dawkins & Montez Ford) distrayendo a Lashley, después de la lucha, se reveló que los enmascarados era Humberto Carrillo & Angel Garza.
Comenzando el 2024, en el episodio de SmackDown del 5 de enero llamado SmackDown: New Year's Revolution, se enfrentó a Kevin Owens en la Final del Torneo por una oportunidad al Campeonato de los Estados Unidos, sin embargo perdió y antes del combate, L.W.O. (Joaquin Wilde & Cruz del Toro) atacaron a Angel & Humberto, la siguiente semana en el episodio de SmackDown, acompañó a Angel & Humberto en su lucha contra L.W.O (Cruz del Toro & Joaquin Wilde) desde la mesa de comentarios pero minutos después fue atacado por Carlito.

## Vida personal
Alcantar Boli es un luchador de segunda generación, ya que su padre era también luchador profesional, conocido como el enmascarado "El Fantasma". Su tío también fue luchador profesional, conocido como "Ángel de la Muerte" y su primo ha trabajado bajo los nombres de Ángel de la Muerte Jr. y luego Fantasma Jr. En 2007, fue revelado que Alcantar era estudiante de la Universidad Anáhuac, cursando la carrera de Relaciones Internacionales en ese momento. El 25 de agosto de 2018, Alcantar estuvo acompañado por su hijo para su combate en Triplemanía XXVI y luego fue visto en el ring cuando Alcantar se vio obligado a quitarse la máscara tras perder ante L.A. Park.

### Demanda contraLucha Underground
A inicios de febrero de 2019 se informó que Alcantar había presentado una demanda en California contra El Rey Network y la productora Baba-G que estaban detrás de Lucha Underground. La demanda alegaba que Lucha Underground contrató a luchadores "ilegalmente restringidos" para que no trabajaran en su "profesión legal" al restringirles el trabajo para otras empresas mientras tenían contrato con ellos, que solo pagaba por combate. El abogado de Alcantar también reveló que había presentado una demanda colectiva contra Lucha Underground por los contratos que, según él, no son legales según la ley de California. La demanda colectiva también incluyó a Ivelisse Vélez, Joey Ryan y Thunder Rosa buscan invalidar sus contratos. La demanda llevó a que Alcantar y demás luchadores fueran liberados de sus contratos de Lucha Underground antes de que expiraran.

## Campeonatos y logros
- Asistencia Asesoría y Administración
  - Campeonato Latinoamericano de la AAA (1 vez)
  - Campeonato Mundial de Peso Crucero de AAA (1 vez)
  - Campeonato de AAA Fusión (1 vez, último)
  - Copa Antonio Peña (2017)

- Consejo Mundial de Lucha Libre
  - Campeonato Mundial de Tríos del CMLL (2 veces) - con Héctor Garza y La Máscara
  - Campeonato Mundial de Peso Medio del CMLL (1 vez)[34]
  - Campeonato de Peso Ligero del Distrito Federal (1 vez)
  - Ganador del Torneo Generación 75[2]
  - Trío del Año de la CMLL 2009 - con Héctor Garza y La Máscara

- Lucha Underground
  - Campeón de Gift of the Gods (1 vez)

- WWE
  - NXT Cruiserweight Championship (1 vez)
  - Interim Cruiserweight Championship Tournament (2020)

- Pro Wrestling Illustrated
  - Situado en el Nº63 en los PWI 500 de 2015[35]
  - Situado en el Nº185 en los PWI 500 de 2016[36]
  - Situado en el Nº190 en los PWI 500 de 2017[37]
  - Situado en el Nº156 en los PWI 500 de 2018[38]
  - Situado en el Nº352 en los PWI 500 de 2019[39]

- Toryumon México
  - Ganador de la Yamaha Cup 2010 - con Angélico

- Otros
  - Campeonato de Peso Medio de la AWC (1 vez)[2]

## Luchas de apuestas
| Ganador                                    | Perdedor                               | Lugar                | Evento           | Fecha                    | Notas                                                                           |
| ------------------------------------------ | -------------------------------------- | -------------------- | ---------------- | ------------------------ | ------------------------------------------------------------------------------- |
| El Hijo del Fantasma y El Gallo (máscaras) | Máscara Mágica y Maléfico (cabelleras) | Guadalajara, Jalisco | Live event       | 28 de septiembre de 2008 | Ver listaFantasma y Gallo apostaron sus máscaras con el CMLL en la lucha.       |
| El Hijo del Fantasma (máscara)             | El Texano Jr. (cabellera)              | Puebla, Puebla       | Rey de Reyes     | 4 de marzo de 2018       | Ver listaFantasma apostó su máscara con la AAA en la lucha.                     |
| L.A. Park (máscara)                        | El Hijo del Fantasma (máscara)         | Ciudad de México     | Triplemanía XXVI | 25 de agosto de 2018     | Ver listaEn un Póker de Ases que también incluía a Pentagón Jr. y Psycho Clown. |